# 毒步天下：特工神醫小獸妃
《毒步天下：特工神醫小獸妃》是作家穆丹楓所著的一部穿越類型小說、漫畫。講述了現代特工寧雪陌穿越到架空時代後的歷險故事。初始創作於2015年，現網路小說已完結。部分內容已出版，出版更名為「半緣修仙半緣君」。目前已出版四冊。

## 故事概要
她是王牌特工，醫毒雙絕， 蘿莉的外表，邪惡的性子，外貌天真甜美，動手毫不猶豫。一半天使一半惡魔。當這樣的她穿越成一棵廢材小蘿莉，又會給這大陸帶來怎樣的變數。
某王爺痛心疾首：本來以為她軟弱可欺，所以退婚，沒想到她精明毒舌，本王看走眼了。
某太子殿下慨然嘆息：她就是個勾人的妖孽，明明身嬌體軟卻撲不倒--。
某帝尊最後一針見血：“她就是個小腹黑。”
她回嘴：“你就是個大變態。”
某帝尊抬手將她抱進房：“那那你從了我吧。
腹黑配變態，絕配。

## 角色列表

### 主要角色
寧雪陌（雪衣陌、陌陌、阿陌）
實力：上神　煉藥等級：九級
本作女主角，魂魄已經歷多次輪魂，原是現代的特工，在睡夢中離世後，借屍還魂穿越到天賜大陸長空國，成為靖遠候府獨生女寧雪陌（同名同姓），被全國稱作沒有念力的廢材，後拜日月宗帝尊神九黎為師。
五萬年前是神魔大陸的天生地養的血魔，名字便取自血魔的諧音，後號令萬魔被封為魔主，萬年前因神魔大戰魂飛魄散，後轉生到天賜大陸成為了魔祖的雙生子之一的雪衣陌，為修練三千年的九尾狐。
後與前師父及戀人神九黎結婚，完結育有一子名為神念陌
神九黎
實力：上神　煉藥等級：九級以上
本作男主角，原為神魔大陸的神尊，後經歸虛之門來到天賜大陸，因超凡的修為而被稱之帝尊、創立日月宗的宗主，擁有無上的念力。
是寧雪陌的丈夫，完結育有一子名為神念陌。